# Hipposideros durgadasi
Hipposideros durgadasi је сисар из реда слепих мишева.

## Угроженост
Ова врста се сматра угроженом.

## Распрострањење
Ареал врсте је ограничен на једну државу. 
Индија је једино познато природно станиште врсте.

## Станиште
Станиште врсте су шуме и пећине.